# Anosia affinoides
Anosia affinoides är en fjärilsart som beskrevs av Hans Fruhstorfer 1899. Anosia affinoides ingår i släktet Anosia och familjen praktfjärilar. Inga underarter finns listade i Catalogue of Life.